# ヴォードヴィル
ヴォードヴィルまたは、ボードビル（仏: vaudeville）とは、17世紀末にパリの大市に出現した演劇形式である。
米国においては舞台での踊り、歌、手品、漫才などのショー・ビジネスを指すが、「アメリカン・ヴォードビル」と区別されることがある。ヴォードヴィルを演じる者はヴォードヴィリアン（仏: Vaudevillian）と呼ばれる。

## 概要
米国におけるヴォードヴィル（イギリスでのミュージック・ホールに該当する）は、初期サイレント映画の歴史の中で重要な位置を占めている。
トーマス・エジソンは最初の映画の題材のいくつかにヴォードヴィルの見せ物を取り上げている。また、ヴォードヴィルやミュージック・ホールのための演芸場は、映画を観客に見せるための最初の公共の場所（巡回公演もその一つ）であった。
ヴォードヴィルやミュージック・ホールのための出し物をフィルムに記録することは、初期映画にとって重要な要素であった。ヴォードヴィルやミュージック・ホールには他の人気のあった劇場とともに、多くの演者（見せ物師）がいたからである。
チャーリー・チャップリンやバスター・キートン、ローレル&ハーディ、マルクス兄弟、ジミー・デュランテといった、1910年代以降のスラップスティック・コメディの有名なスターたちは、ヴォードヴィルやミュージック・ホールに出演したのちに映画産業に入った。
そして彼らはヴォードヴィルの伝統をトーキーの時代になっても続けていった。しかし、結果的に映画はヴォードヴィルという形態を衰滅させた主要な要因であった。